# FC Alken
KFC Alken, of FC Alken, is een Belgische voetbalclub uit Alken.

## Geschiedenis
KFC Alken ontstond in 2017 als fusie van KWS Alken (stamnummer 3916), VCT Terkoest Alken (stamnummer 7321) en Eendracht Sint-Joris Alken (stamnummer 9322). De fusieploeg behield stamnummer 3916 van KWS Alken. De ploeg werd kampioen in seizoen 2017-18 en  promoveerde naar Eerste provinciale Limburg, maar eindigde in seizoen 2022-23 op een 14e plaats en zakte terug naar Tweede Provinciale. 
De damesploeg deed het beter in seizoen 2022-23 : ze werd kampioen in Tweede Nationale B en komt in seizoen 2023-24 uit de Eerste Nationale.
Na seizoen 2022-2023 brak de ploeg uit elkaar Vanwege een conflict over de jeugdopleiding.Naast KFC Alken kreeg Alken dus een 2de voetbalploeg in hun gemeente: Alken United (stamnummer 9813).
Tijdens seizoen 2024-2025 kwam het ook tot een conflict met het dames elftal dat toen in 1e Nationale speelde.

Na dat seizoen beslisten de dames uit te wijken naar buurgemeente Sint-Lambrechts-Herk en daar deel uit te maken van Herk Sport Hasselt (stamnummer 5905)
De clubkleuren zijn Rood-Wit-Zwart.

## Resultaten

### Mannen
| Seizoen | Klasse | Klasse | Klasse | Klasse | Klasse | Klasse | Klasse | Klasse | Klasse | Reeks                                                    | Punten                                                   | Opmerkingen                                              |
|         | 1A     | 1B     | 1Am    | 2Am    | 3Am    | P.I    | P.II   | P.III  | P.IV   | Vanaf 2016-17 zijn er 3 nationale en 2 regionale niveaus | Vanaf 2016-17 zijn er 3 nationale en 2 regionale niveaus | Vanaf 2016-17 zijn er 3 nationale en 2 regionale niveaus |
| ------- | ------ | ------ | ------ | ------ | ------ | ------ | ------ | ------ | ------ | -------------------------------------------------------- | -------------------------------------------------------- | -------------------------------------------------------- |
| 2017/18 |        |        |        |        |        |        | 1      |        |        | 2de prov. Lim. B                                         | 69                                                       |                                                          |
| 2018/19 |        |        |        |        |        | 8      |        |        |        | 1ste prov. Lim.                                          | 49                                                       |                                                          |
| 2019/20 |        |        |        |        |        | 3      |        |        |        | 1ste prov. Lim.                                          | 42                                                       | Vroegtijdig stopgezet wegens de Coronacrisis.            |
| 2020/21 |        |        |        |        |        | -      |        |        |        | 1ste prov. Lim.                                          | -                                                        | Geschrapt wegens de Coronacrisis.                        |
| 2021/22 |        |        |        |        |        | 11     |        |        |        | 1ste prov. Lim.                                          | 27                                                       |                                                          |
| 2022/23 |        |        |        |        |        | 14     |        |        |        | 1ste prov. Lim.                                          | 28                                                       | Degradatie                                               |
| 2023/24 |        |        |        |        |        |        | 16     |        |        | 2de prov. Lim. A                                         | 10                                                       | Degradatie                                               |
| 2024/25 |        |        |        |        |        |        |        | 15     |        | 3de prov. Lim. C                                         | 8                                                        | Degradatie                                               |
| 2025/26 |        |        |        |        |        |        |        |        |        | 4de prov. Lim. A                                         |                                                          |                                                          |

### Vrouwen
| Seizoen | Niveau | Niveau | Niveau | Competitie      | Ptn. | Opmerkingen                             | Beker van België |
| Seizoen | I      | II     | III    | Competitie      | Ptn. | Opmerkingen                             | Beker van België |
| ------- | ------ | ------ | ------ | --------------- | ---- | --------------------------------------- | ---------------- |
| 2021/22 |        |        | -      | Tweede Klasse B | -    | Competitie geschrapt wegens Covid-19    | -                |
| 2021/22 |        |        | 4      | Tweede Klasse B | 42   |                                         | R3               |
| 2022/23 |        |        | 1      | Tweede Klasse B | 71   |                                         | R3               |
| 2023/24 |        | 13     |        | Eerste Klasse   | 33   |                                         | 1/8 finale       |
| 2024/25 |        | 16     |        | Eerste Klasse   | 12   | Einde. Verhuis naar Herk Sport Hasselt. | -                |